# Їу — Мадрид (залізнична лінія)
Їу — Мадрид (англ. Yiwu–Madrid railway line) — найдовший у світі міжнародний залізничний маршрут швидкісних контейнерних поїздів, який проходить через вісім країн Азії та Європи і з'єднує китайське місто Їу зі столицею Іспанії Мадридом.
Лінія проходить залізницями таких країн: Китай, Казахстан, Росія, Білорусь, Польща, Німеччина, Франція, Іспанія. Поїздами напрямку пов'язані 12 китайських та 9 європейських міст. Основним оператором маршруту є швейцарська компанія «InterRail Service», яка співпрацює з національними залізничними операторами.
З 2016 року потяги маршруту, окрім вантажних вагонів, мають один пасажирський